# Ворошилов, Константин Васильевич
 Константин Васильевич Ворошилов  (1 февраля 1842, Рождествено, Нижегородская губерния — 3 декабря 1899, Казань) — действительный статский советник, профессор, декан физико-математического факультета и ректор Императорского Казанского Университета (1889—1899).

## Биография
Из духовного звания. Родился 1 февраля 1842 года. Образование получил под руководством И. М. Сеченова в Императорской медико-хирургическoй академии, которую окончил с отличием в 1868 году со степенью лекаря, и был награждён первой золотой медалью и премией Буша. В 1871 году по представлении и публичной защите диссертации Исследование о питательных свойствах мяса и гороха, получил степень доктора медицины. В 1872 году командирован для усовершенствования в науках за границу. В течение трёх лет работал в Лейпцигской лаборатории К.Людвига, где выполнил работу по изучению двигательных и чувствительных путей в спинном мозге кролика. Эти классические исследования К. В. Ворошилова вошли в обширное исследование проводящих путей спинного мозга, обобщённое в трудах П.Флексига и В.Бехтерева. В 1875 году назначен приват-доцентом по физиологии в медико-хирургической академии. В 1876 году перемещён в Императорский Казанский университет экстраординарным профессором на кафедру физиологии на отделение естественных наук физико-математического факультета.
В 1877—1878 учебном году читал студентам 2-го медицинского факультета курс физиологии и с этого же года до введения нового университетского устава читал на юридическом факультете краткий курс анатомии и физиологии человека и фармацевтам краткий курс по физиологии. С 1884 года преподавал систематический курс описательной анатомии человека. В 1885 году утверждён ординарным профессором. Кроме профессора в 1878 году состоял кандидатом университетского судьи, с 1878 по 1886 секретарём, а с 1886 по 1889 деканом физико-математического факультета. Состоял два раза председателем испытательной комиссии при Казанском университете по физико-математическому факультету. С 3 февраля 1891 года до половины 1895 года был товарищем председателя строительной комиссии для возведения здания библиотеки Казанского университета. 16 декабря 1889 года Высочайшим повелением с представления Министра народного просвещения был назначен Ректором Императорского Казанского Университета, и пробыл на этом посту до своей смерти в 1899 году. Похоронен на кладбище Спасо-Преображенского монастыря в казанском кремле.

## Личная жизнь
- Жена — Елизавета Александровна Амиторова
- Дети — Елизавета (1881), Александр (1882), Василий (1883), Константин (1885), Сергей (1887), Надежда (1889)

## Награды
- Орден Святого Станислава 3-й степени (1882)
- Орден Святого Станислава 2-й степени (1885)
- Орден Святой Анны 2-й степени (1888)